# وییا فیوریتو

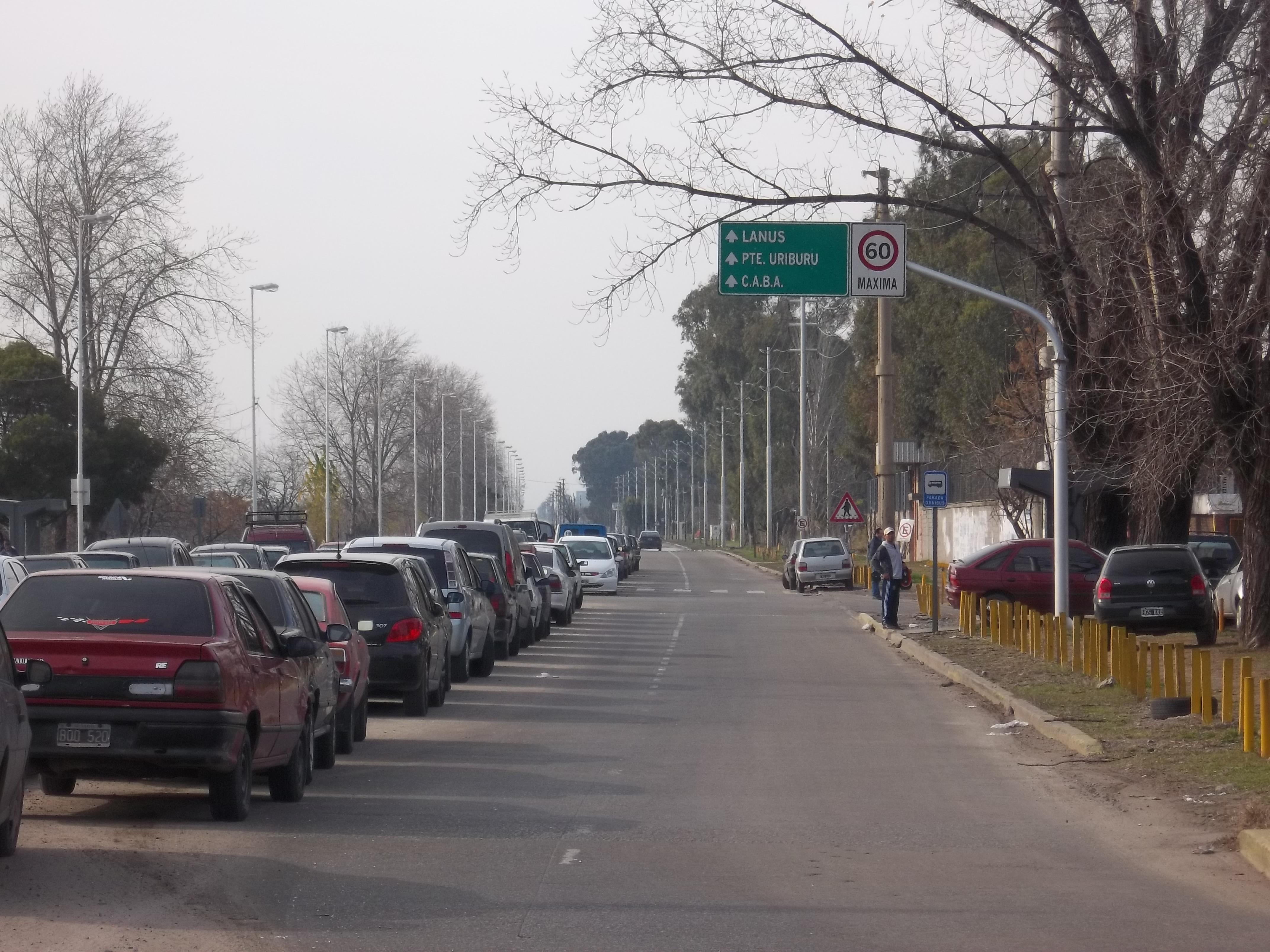
وییا فیوریتو

وییا فیوریتو (به اسپانیایی: Villa Fiorito) شهری در کشور آرژانتین، استان بوئنوس آیرس است که در سال ۲۰۰۹ میلادی، حدود ۴۲٬۹۰۴ نفر جمعیت داشته است.